# Objekt 21
Objekt 21 war ein neonazistischer Kulturverein in der österreichischen Gemeinde Desselbrunn. Dem Verein gehörten österreichische und deutsche Neonazis an. Er wurde 2011 behördlich aufgelöst, existierte aber bis Anfang 2013 im Untergrund weiter.

## Geschichte
Im März 2010 gründeten Anhänger von Blood & Honour in der Gemeinde Desselbrunn den Kulturverein Objekt 21, der gleichzeitig Namensgeber für das Gebäude war. Offiziell wurde der Verein von Manuel Spindler angemeldet, insgeheim führte aber der mehrfach vorbestrafte Neonazi Jürgen Windhofer die Organisation an. Offiziell ein Verein zur Erhaltung und zur Pflege des österreichischen Brauchtums, begannen kurz nach der Gründung die ersten illegalen Aktivitäten. Sitz des Vereins war ein Mietshaus des Vaters des österreichischen Regisseurs Stefan Ruzowitzky. Der ehemalige Bauernhof wurde zunächst für Veranstaltungen genutzt. Unter anderem trat der rechtsextreme Liedermacher Jens Brucherseifer (Sturmwehr) dort auf. Der Verein bestand aus einem harten Kern von 30 Leuten und einem etwa 200 Personen starken Sympathisantenkreis. Man begann ein kriminelles Netzwerk aufzubauen und knüpfte Kontakte nach Deutschland, unter anderem zur bayerischen Rocker- und thüringischen Neonaziszene.
Bereits im August 2010 wurde das Gebäude von der österreichischen Polizei durchsucht und man stellte umfangreiches Beweismaterial sicher. Es folgten weitere Hausdurchsuchungen, bei denen neben Propagandamaterial auch 10 Kilogramm Sprengstoff und mehrere Schusswaffen beschlagnahmt wurden. Zu den kriminellen Aktivitäten zählten unter anderem bewaffnete Raubüberfälle, Erpressung, Körperverletzung, Entführung, Drogen- und Waffenhandel. Zudem hatte der Verein Kontakte ins Rotlichtmilieu und verübte Anschläge, unter anderem mit Buttersäure und Brandsätzen. Der Gesamtschaden, der durch die Organisation angerichtet wurde, beläuft sich Schätzungen zufolge auf 3,5 Millionen Euro.
Anfang 2011 wurde der Verein behördlich aufgelöst, existierte aber weiterhin, da die Staatsanwaltschaft zunächst keine Anklage erhob. Das Netzwerk wurde tatsächlich erst Anfang 2013 nach einer erneuten Razzia endgültig zerschlagen.

## Strafverfolgung
Von der Staatsanwaltschaft Wels wurden sieben Personen angeklagt, dem Verein angehört und Straftaten begangen zu haben. Die sieben Angeklagten wurden 2013 in erster Instanz vom Landesgericht Wels wegen unterschiedlicher Straftaten zu Haftstrafen zwischen 18 Monaten und sechs Jahren verurteilt. Einige von ihnen hatten nach Ansicht des Geschworenengerichts durch die Verherrlichung der nationalsozialistischen Ideologie gegen das Verbotsgesetz 1947 verstoßen und sich damit im Sinne dieses Gesetzes nationalsozialistisch Wiederbetätigt.
Neben österreichischen Personen wurden auch Angeklagte aus Deutschland zu Haftstrafen verurteilt. Der aus Hessen stammende Philip Tschentscher, in der Szene auch als Liedermacher unter dem Namen „Reichstrunkenbold“ bekannt, wurde zu drei Jahren Haft verurteilt. Steffen Mäder ist Mitglied der Rechtsrock-Band SKD. Wegen Beteiligung an einem Brandanschlag, Unterstützung einer kriminellen Vereinigung und Einbruchs wurde er ebenfalls zu drei Jahren Haft verurteilt.
Im Jahr 2016 wurden fünf ehemalige Mitglieder für eine Reihe von Straftaten, die bis ins Jahr 2007 zurückreichen, verurteilt.
Im Jahr 2023 wurden bei Hausdurchsuchungen bei Mitgliedern eines Ablegers des Motorradclub Bandidos neben NS-Devotionalien mehr als 150 Pistolen, Langwaffen und Maschinenpistolen und über 10.000 Schuss Munition gefunden. Unter sechs im Rahmen der Ermittlungen Festgenommenen befand sich laut Bundeskriminalamt auch eine „sehr hohe Führungsperson“ der früheren Gruppe Objekt 21, außerdem gebe es weitere enge Verbindungen zwischen der Motorradgruppe und Objekt 21.